# Oscar Rundqvist
Oscar Karl Eugen Rundqvist, född 4 juli 1913 i Stockholm, död 10 januari 1971 i Enskede församling, var en svensk bassångare och multiinstrumentalist.

## Biografi
Rundqvist utbildade sig till möbelsnickare, men var mer road av att göra musikinstrument. Han kunde spela ett femtiotal instrument, alla möjliga träblås, bleckblås, sträng- och stråkinstrument. Flera av dessa skulle han komma att spela på scen och grammofonskiva.
När Ebbe Jularbo bildade en trio 1932 blev Rundqvist medlem, men trion upplöstes snart.
Han slog igenom i Frukostklubben 1946, och gjorde sedan radioprogram med Povel Ramel i Föreningen För Flugighetens Främjande, däribland serien Fyra kring en flygel där avsnitten alltid avslutades med att Ramel eller någon annan sa "Cigaretterna ligger på flygeln, Oscar", fast han i själva verket var icke-rökare. Man kan höra hans basröst i tidiga Ramel-låtar som "Den gamla vaktparaden" och "En trumpet, en klarinett och en gammaldags bas". Från 1952 ingick han i sångkvartetten Flickery Flies som medverkade i flera Knäppupp-revyer.
Oscar Rundqvist är begravd på Skogskyrkogården i Stockholm.

## Filmografi

### Roller
- 1949 – Gatan
- 1950 – Stjärnsmäll i Frukostklubben
- 1953 – I dur och skur
- 1954 – I rök och dans
- 1955 – Ljuset från Lund
- 1956 – Ratataa
- 1957 – Kortknäpp (kortfilm)
- 1959 – Sköna Susanna och gubbarna

### Musik
- 1954 – Herr Arnes penningar

## Teater

### Roller
| År   | Roll                                                        | Produktion                                                                            | Regi               | Teater                     |
| ---- | ----------------------------------------------------------- | ------------------------------------------------------------------------------------- | ------------------ | -------------------------- |
| 1952 | Medverkande                                                 | Knäppupp I - Akta huvet, revy Povel Ramel                                             | Per-Martin Hamberg | Lorensbergs Cirkus/ Folkan |
| 1954 | Medverkande                                                 | Knäppupp II - Denna sida upp, revy Povel Ramel och Yngve Gamlin                       | Per-Martin Hamberg | Idéonteatern               |
| 1956 | Medverkande                                                 | Knäppupp III - Tillstymmelser, revy Povel Ramel                                       | Per-Martin Hamberg | Idéonteatern               |
| 1957 | Medverkande                                                 | Kråkslottet, revy Karl Gerhard                                                        | Hasse Ekman        | Idéonteatern               |
| 1958 | Medverkande                                                 | Spetsbyxor, vaudeville P.A. Henriksson                                                | Nils Poppe         | Idéonteatern               |
| 1958 | Briskwater Claes Casper Curant på Slanthamra Sluskas Bödeln | Funny Boy, revy Hasse Ekman och Povel Ramel                                           | Hasse Ekman        | Idéonteatern               |
| 1959 | Medverkande                                                 | Doktor Kotte slår till eller Siv Olson Hans Alfredson och Tage Danielsson             | Per Edström        | Idéonteatern               |
| 1961 | Medverkande                                                 | I hatt och strumpa, revy Hans Alfredson, Tage Danielsson, Owe Thörnqvist, Povel Ramel | Mille Schmidt      | Idéonteatern               |
| 1962 | Medverkande                                                 | Dax igen Povel Ramel                                                                  | Herman Ahlsell     | Idéonteatern Turné         |